# Грот

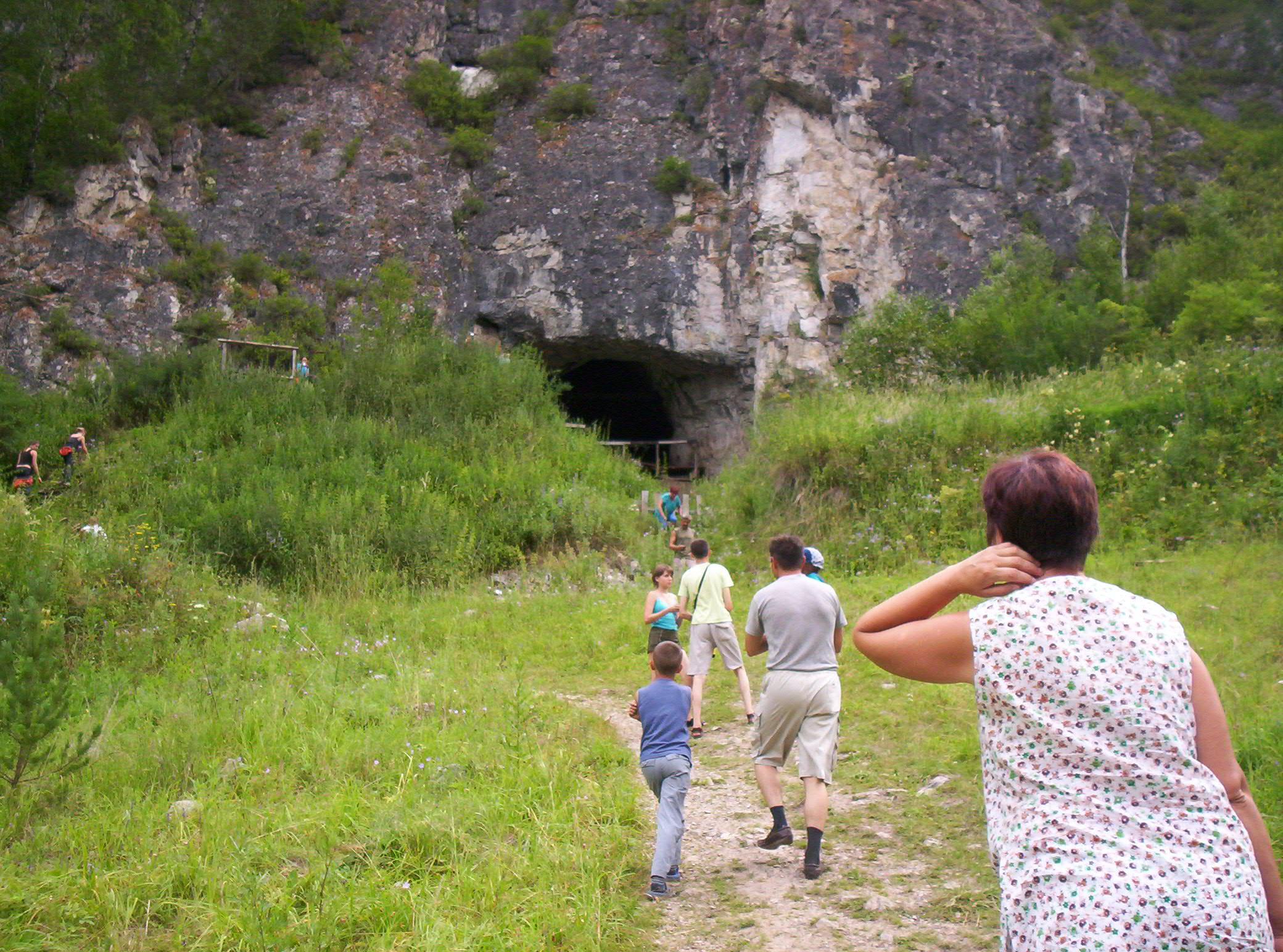
Денисова пещера на Алтае — реликтовый грот в скальном борту долины Ануя, обиталище древнего человека.

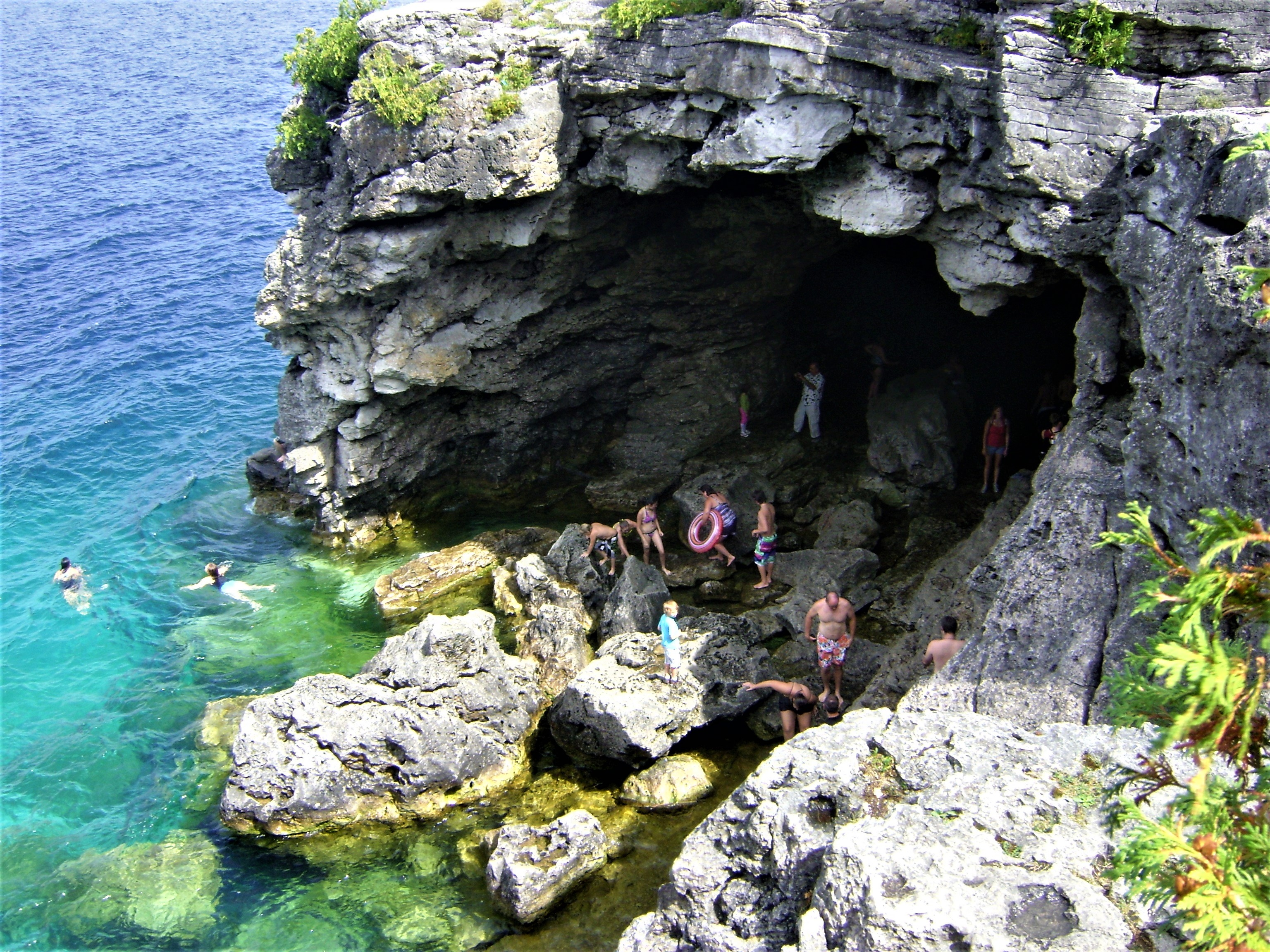
Грот, Брус (национальный парк), Канада

Грот (фр. grotte от итал. grotta) — поверхностная форма рельефа, неглубокая горизонтальная пещера со сводчатым потолком и широким входом. Либо часть пещеры, просторный зал, значительное расширение, которому предшествует узкий проход.

## Грот как самостоятельная пещера
Может иметь как карстовое, так и эрозионное происхождение. Эрозионные гроты возникают благодаря размывающей деятельности наземных вод. Встречаются на берегах рек или морей, причём их образованию способствует береговой прибой. В этом случае основным фактором разрушения породы является механический.
В пустынных местностях, в выходах твёрдых горных пород на поверхность в результате ветровой эрозии также могут возникать неглубокие пещеры, и их также традиционно называют гротами.
Карстовые гроты — чаще всего реликтовые пещеры, маленькие фрагменты некогда крупных пещерных систем, уничтоженных вместе с основной частью массива, в котором они находились. Такие гроты нередко можно встретить в скальных обрывах известняков, на бортах речных долин, часто высоко над современным базисом эрозии. Другой тип карстовых гротов — это вход в пещерную систему, основная часть которой отрезана от грота перекрывшими проход гравитационными (завал, глиняная пробка) или натёчными отложениями, причём отложения могут занимать протяжённый участок или вовсе заполнять всю систему. Ещё один распространённый тип карстовых гротов — пещера-источник. Грот является входом в карстовую систему, однако проход закрыт сифоном, питающим вытекающий ручей.
Также часто называют гротами небольшие искусственные горизонтальные выработки в скальной породе.

## Грот как часть пещеры

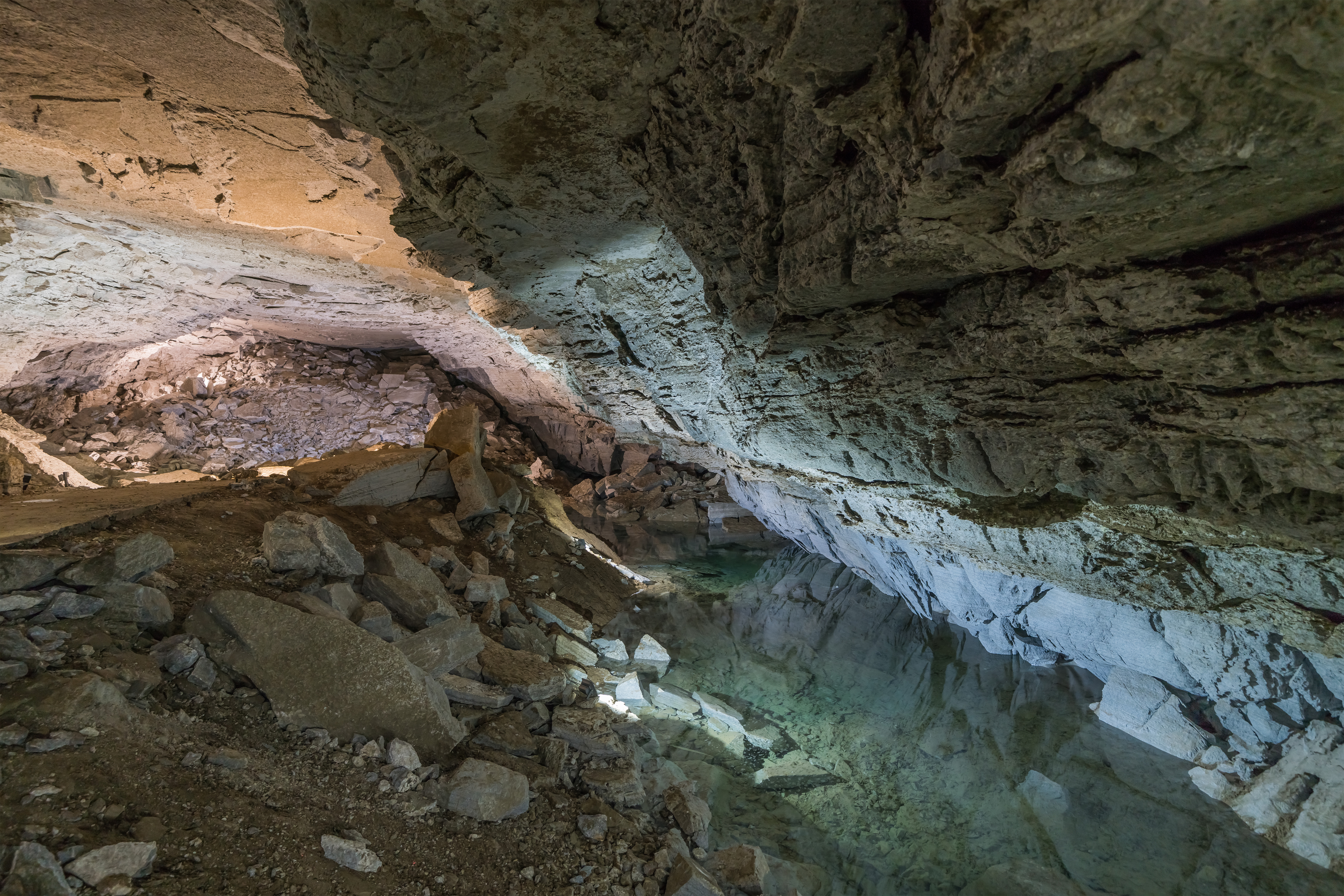
Грот в пещере Кунгурской, Урал.

Гроты в пещере, как правило, имеют обвальное происхождение. После растворения водой незначительного по объёму, но заметного по площади пространства, ослабленная порода начинает обрушаться, а продукты обрушения растворяются и уносятся водотоком. Образуются значительные пустоты. Так, крупнейший в мире грот Саравак имеет размеры 641x429x113 м.

## Грот как парковое сооружение
Гротом также называют тип паркового сооружения или архитектурного каприза, имитирующий естественную пещеру. Иногда грот представляет собой вариант паркового павильона хижина отшельника. Первые гроты появились в итальянском садово-парковом искусстве эпохи Возрождения. Получили широкое распространение в эпоху классицизма и барокко.